# یوکو یوندا (شناگر موزون، زاده ۱۹۷۹)
یوکو یوندا (انگلیسی: Yuko Yoneda؛ زادهٔ ۸ سپتامبر ۱۹۷۹) شناگر موزون اهل ژاپن است.